# Эйзенлор, Август (политик)
Август Эйзенлор (25 февраля 1833, Мангейм — 12 марта 1916, Карлсруэ) — германский баденский юрист и политический деятель, крупный деятель Национал-либеральной партии, министр внутренних дел великого герцогства Баден.

## Биография
Изучал право в университетах Гейдельберга и Берлина. С 1857 года был судебным клерком в Бадене. В 1863 году стал судьёй в Гернбахе, в 1865 году — судьёй районного совета в Баден-Бадене. В 1867 году начал работать в министерстве внутренних дел Бадена, с 1866 по 1870 год был также депутатом нижней палаты баденского парламента. В 1874 году стал ландкомиссаром Карлсруэ и Бадена. В 1877—1878 годах был депутатом германского рейхстага от Национал-либеральной партии, но в 1878 году его избрание было объявлено недействительным. В 1883 году стал заместителем министра внутренних дел Бадена.
С 1890 года был назначен президентом министерства внутренних дел, фактически являясь министром. Представитель умеренного национал-либерализма, Эйзенлор постоянно подвергался ожесточённым нападкам со стороны клерикалов и социал-демократов. Когда в 1899 году в Бадене был поставлен на очередь вопрос о реформе избирательного права, он явился решительным противником всеобщей подачи голосов, будучи в том же году утверждён в должности министра внутренних дел, но уже в 1900 году из-за давления либералов был вынужден выйти в отставку.
С 1896 года был почётным доктором Гейдельбергского университета, с 1907 года — почётным гражданином Мангейма.